# 門脇吉一
門脇 吉一（かどわき よしかず、1910年8月28日 - 1978年7月12日）は、日本の経営者。香川県出身。

## 経歴
1934年に東京帝国大学法学部を卒業し、同年に大日本麦酒に入社。1949年に日本麦酒(のちのサッポロビール)に移り、1958年に人事部長に就任し、経理部長、取締役、常務、専務を経て、1973年に社長に就任。1978年には会長に就任した。
1978年7月12日胃がんのために死去。67歳没。